# St. Michael (Anzefahr)

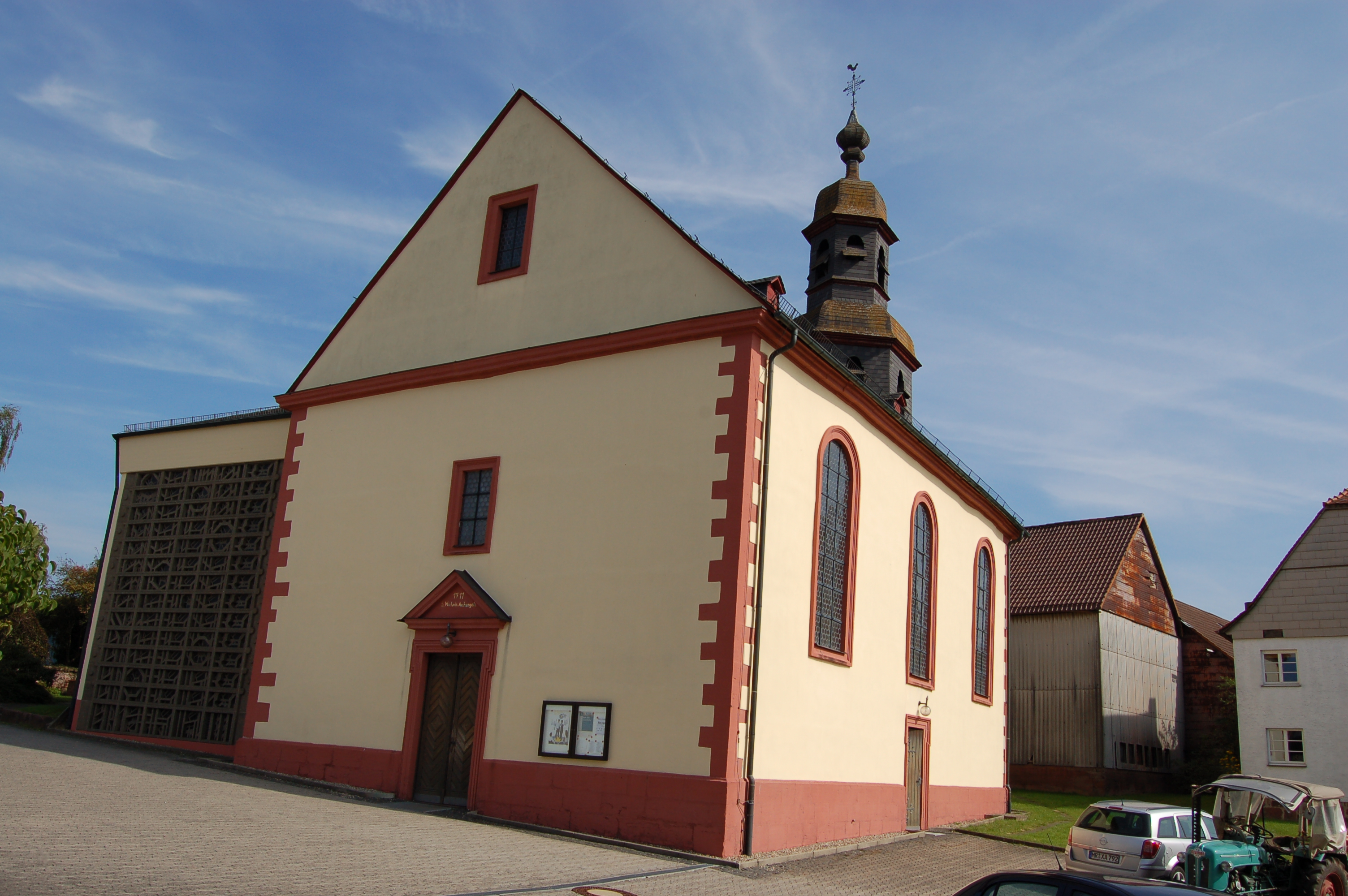
St. Michael

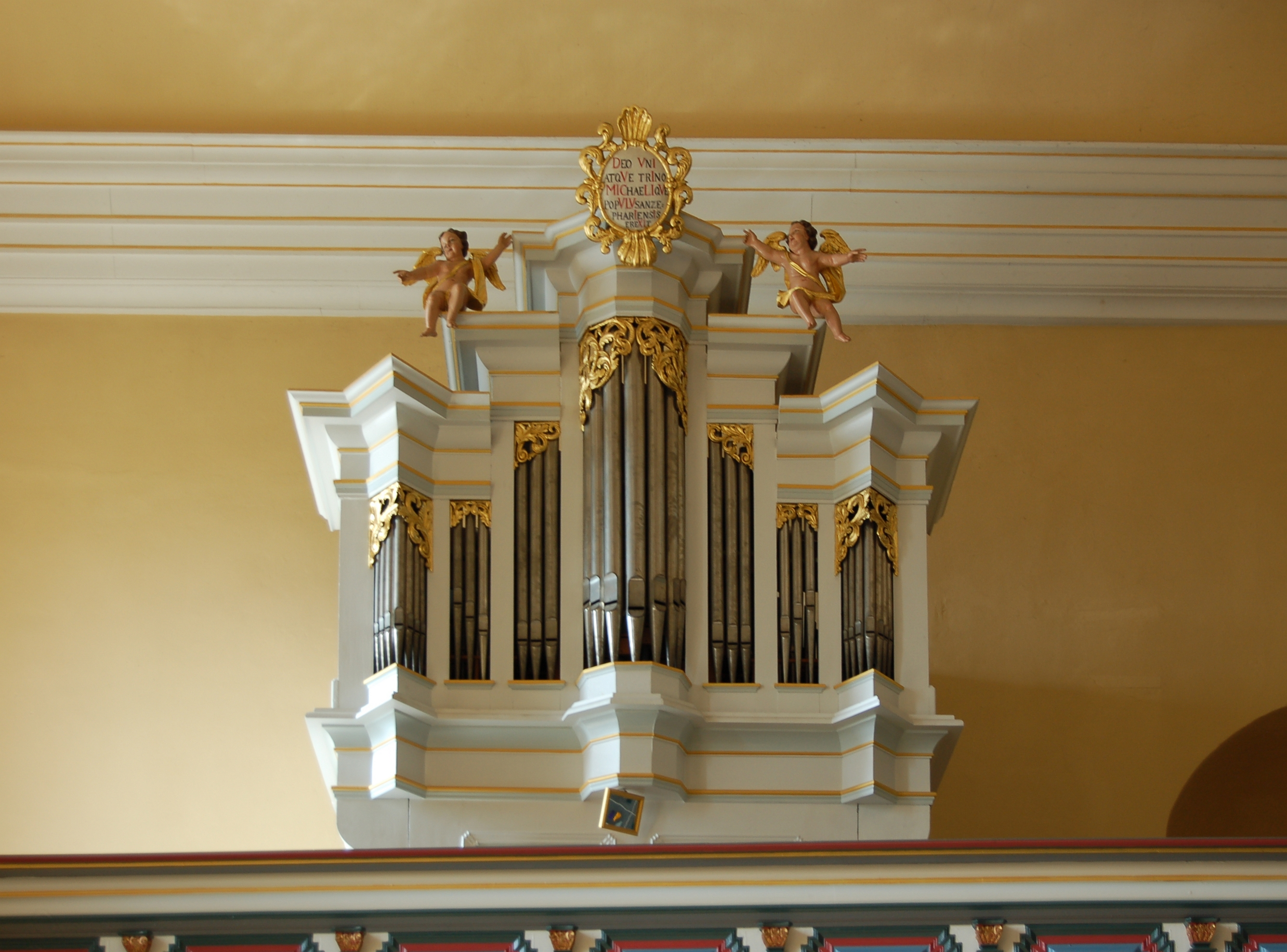
Orgel

Die katholische Filialkirche St. Michael ist ein denkmalgeschütztes Kirchengebäude in Anzefahr, einem Stadtteil von Kirchhain im Landkreis Marburg-Biedenkopf (Hessen).
Der schlichte Saalbau mit einem spätgotischen, gewölbten, dreiseitig geschlossenen Chor wurde 1711 erbaut. Sie ist, wie ihre Vorgängerin, dem Erzengel Michael geweiht. 1975 wurde die Kirche durch einen Anbau erweitert. Der frühere Altarraum ist heute die Sakristei. Der Chor wird von einem barocken Haubendachreiter bekrönt. Der Taufstein in Kelchform stammt wohl aus dem 16. Jahrhundert, die Orgel wurde 1742 von Daniel Mütze gebaut. Die Heiligenfiguren stammen mit Ausnahme der Marienstatue aus der alten barocken Kirche. Neben der Kirche, auf dem alten Friedhof, steht ein Kriegerdenkmal.
Die Kirche überragt alle anderen Gebäude in Anzefahr und prägt dadurch die Ortsilhouette. Das Gebäude ist Kulturdenkmal aufgrund seiner städtebaulichen sowie ortsgeschichtlichen Bedeutung.